# Andriej Zubow
Andriej Borisowicz Zubow (ros. Андрей Борисович Зубов, ur. 16 stycznia 1952 w Moskwie) – rosyjski historyk i religioznawca.
Syn kontradmirała Borysa Nikołajewicza Zubowa, konstruktora okrętów wojennych. W 1973 r. ukończył studia magisterskie w Moskiewskim Państwowym Instytucie Stosunków Międzynarodowych (MGIMO). Długoletni (od momentu ukończenia studiów do 2001) pracownik Instytutu Orientalistyki Rosyjskiej Akademii Nauk. Doktorat (1978) i habilitację (1989) uzyskał tamże. Tę ostatnią na podstawie pracy Demokracja parlamentarna i polityczne tradycje Wschodu, która ukazała się drukiem w 1990 r. W latach 1988–1994 docent Moskiewskiej Akademii Duchownej, a także kierownik katedry historii religii moskiewskiego Rosyjskiego Uniwersytetu Prawosławnego im. Apostoła Jana. W latach 2001–2014 profesor katedry filozofii MGIMO, tamże kierownik centrum „Cerkiew i Stosunki Międzynarodowe”.
Autor licznych rozpraw na tematy historii religii, historii idei, kultury politycznej i współczesnej polityki rosyjskiej. Jeden z autorów doktryny społecznej Rosyjskiej Cerkwi Prawosławnej, przyjętej na soborze w roku 2000. Koordynator społecznego komitetu „Ciągłość i odrodzenie Rosji”. Redaktor dwutomowej pozycji Historia Rosji. XX wiek (История России. XX век, wydanie pierwsze 2009). Od 2003 r. członek Ludowo-Pracowniczego Związku Solidarystów Rosyjskich (NTS), w latach 2006–2008 przewodniczący Biura Wykonawczego NTS. Nie był nigdy członkiem KPZR.
Andriej Zubow krytycznie wypowiadał się o rosyjskiej aneksji Krymu. 1 marca 2014 na łamach dziennika Wiedomosti opublikował artykuł, w którym przyłączenie Krymu do Rosji porównał do anszlusu Austrii przez Hitlera. Po tej publikacji został zwolniony z pracy w MGIMO (początkowo w trybie administracyjnym, który okazał się zastosowany niezgodnie z przepisami prawa, następnie po dwu miesiącach nie przedłużono mu umowy o pracę oskarżając o nielojalność na stronie uczelni). W 2016 kandydował w wyborach do Dumy z poparciem partii PARNAS. Obecnie jest zastępcą przewodniczącego tejże partii, którym jest Michaił Kasjanow.
Zaraz po rozpoczęciu inwazji Rosji na Ukrainę w lutym 2022 potępił ją jednoznacznie. W październiku 2022 opuścił Rosję i przebywa na emigracji w Czechach gdzie jest profesorem na Uniwersytecie Masaryka w Brnie.